# Zevulun Orlev
Pour les articles homonymes, voir Orlev.
Zevulun Orlev (hébreu : זבולון אורלב, né le 9 novembre 1945) est un homme politique israélien conservateur, ancien dirigeant du Parti national religieux. Il est ministre de l'Assistance et des Services sociaux entre mars 2003 et novembre 2004, et est ensuite représentant à la Knesset du parti nationaliste Le Foyer juif. Zevulun Orlev est un héros de guerre, décoré de la Médaille pour service distingué lors de la guerre du Kippour.

## Biographie

### Généralités
Né à Rehovot, alors en Palestine mandataire, Zevulun Orlev étudie les sciences humaines et sociales à l'Université hébraïque de Jérusalem, avant de suivre des études pour devenir enseignant au Moreshet Yaakov College. Durant son service militaire, il obtient le grade de sergent et est récompensé de la Médail pour service distingué pour ses actes de bravoure durant la guerre du Kippour. Il travaille par la suite comme directeur général du ministère des Affaires religieuses, puis comme directeur général du ministère de l’Éducation et de la Culture. Zevulun Orlev vit dans le quartier Givat Mordechai de Jérusalem avec sa femme Nira, avec laquelle il a quatre enfants.

### Carrière politique
Zevulun Orlev est élu pour la première fois à la Knesset lors des élections législatives de 1999 sur la liste du Parti national religieux (PNR). Réélu en 2003, il est nommé ministre de l'Assistance et des Services sociaux dans le gouvernement d'Ariel Sharon. Lors de la crise interne à son parti portant sur le désengagement unilatéral israélien de la bande de Gaza, Zevulun Orlev conduit la faction prônant le maintien au sein du gouvernement au lieu du départ de la coalition comme meilleure option. En réponse, le chef du PNR, Effi Eitam, qualifie Zevulun Orlev de « Meimadnik ». Lorsque Effi Eitam et Yitzhak Levy quittent le gouvernement en 2004, Zevulun Orlev et de nombreux membres du PNR refusent de quitter la coalition. Zevulun Orlev parvient à prendre le contrôle du parti, provoquant le départ d'Effi Eitam et Yitzhak Levy qui créent alors le Parti national religieux sioniste renouvelé (rebaptisé par la suite Ahi), qui rejoint par la suite l'Union nationale.
Zevulun Orlev est réélu à la Knesset en 2006. Peu avant ces élections législatives, le PNR est dissous et ses membres rejoignirent la Maison juive. Zevulun Orlev obtient la deuxième place sur la liste du parti, ce qui lui permet de conserver son siège de représentant.
En 2009, la Knesset débattit d'une loi proposée par Zevulun Orlev, loi permettant l'emprisonnement de quiconque niant qu'Israël soit un État juif et démocratique. La loi est passée en lecture préliminaire.